# Gholāmlū
Gholāmlū (persiska: شلاملو, Shalāmlū, غلاملو) är en ort i Iran.   Den ligger i provinsen Östazarbaijan, i den nordvästra delen av landet, 600 km nordväst om huvudstaden Teheran. Gholāmlū ligger 1 341 meter över havet och antalet invånare är 388.
Terrängen runt Gholāmlū är platt åt sydost, men åt nordväst är den kuperad.Runt Gholāmlū är det ganska tätbefolkat, med 56 invånare per kvadratkilometer. Närmaste större samhälle är Shabestar, 11,5 km väster om Gholāmlū. Trakten runt Gholāmlū består i huvudsak av gräsmarker.